# Blanzay-sur-Boutonne
Blanzay-sur-Boutonne è un comune francese di 99 abitanti situato nel dipartimento della Charente Marittima nella regione della Nuova Aquitania.

## Società

### Evoluzione demografica
Abitanti censiti